# Tiburcio Arnáiz Muñoz
Tiburcio Arnáiz Muñoz, SJ (11. srpna 1865, Valladolid – 18. července 1926, Málaga) byl španělský římskokatolický kněz, člen jezuitského řádu, spoluzakladatel kongregace Misionářek venkovských doktrín. Katolická církev jej uctívá jako blahoslaveného.

## Život

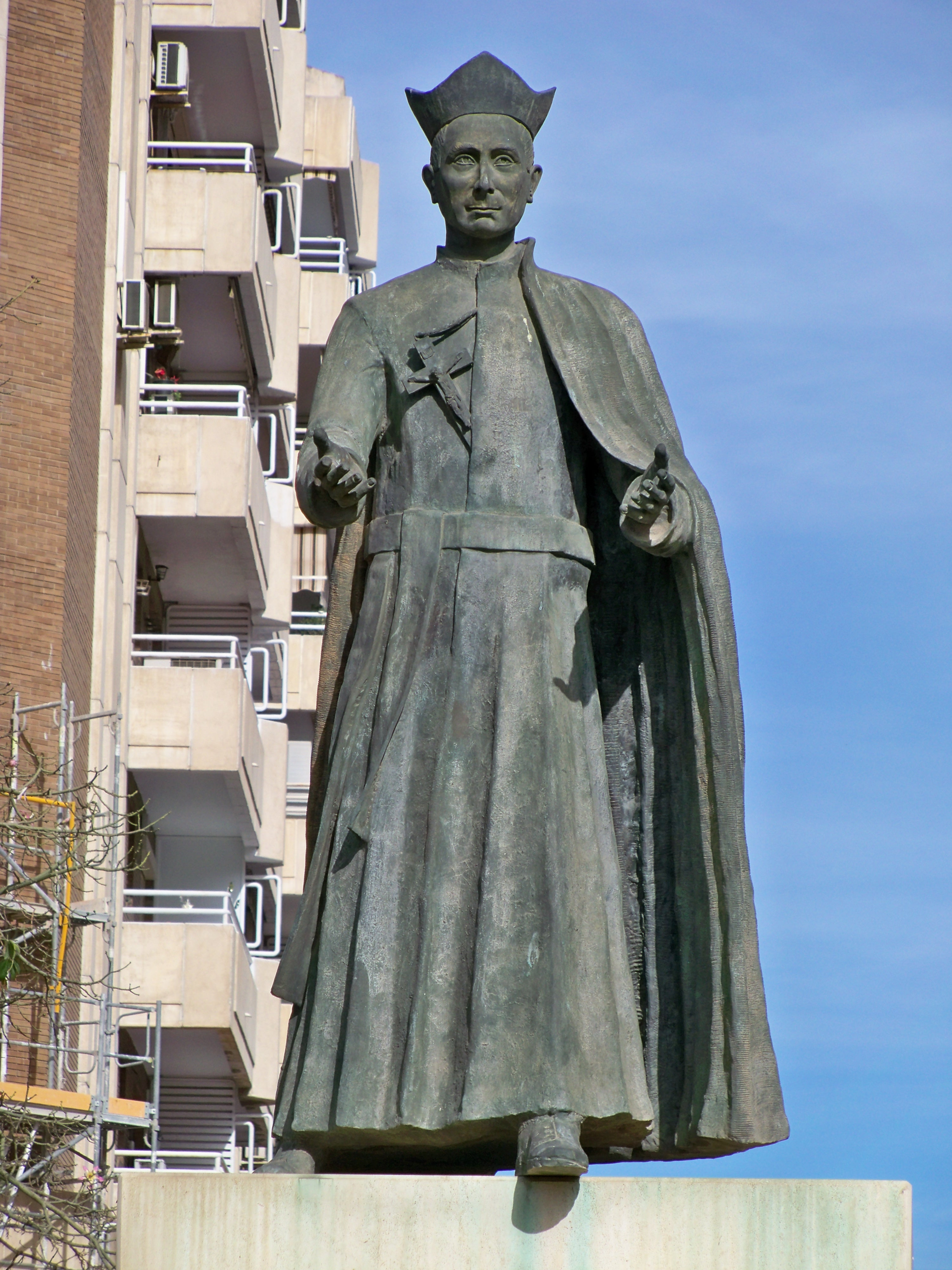
Socha bl. Tiburcio Arnáiz Muñoz v Málaze

Narodil se dne 11. srpna 1865 ve Valladolidu. Pokřtěn byl dva dny po svém narození. Roku 1870 mu zemřel otec Ezequiel.
Během svých studií na semináři působil jako sakristián.  Na kněze byl vysvěcen biskupem Marianem Miguel Gómez dne 20. dubna 1890 a od roku 1893 působil jako farář ve Villanueva de Duero. Dne 19. prosince 1896 získal ve městě Toledo doktorát z teologie. Tentýž rok byl přeložen do jiné farnosti a nedlouho poté mu zemřela jeho matka Romualda.
Dne 30. března 1902 vstoupil do noviciátu v řádu Tovaryšstva Ježíšova. Své první dočasné řeholní sliby složil dne 3. dubna 1904, doživotní pak 15. srpna 1912. Jeho sestra Gregoria se stala řeholnicí v dominikánském klášteře, ve kterém kdysi působil jako sakristián.
Začal se také věnovat péči o chudé a jiné potřebné. Roku 1922 spoluzaložil (spolu s Maríí Isabel González del Valle, se kterou na tomto plánu již dříve spolupracoval) ženskou řeholní kongregaci Misionářek venkovských doktrín. Kongregace má za cíl péči o chudé věřící v odlehlých osadách.
Zemřel dne 18. července 1826 v Málaze na bronchopneumonii, kterou o měsíc dříve onemocněl. Pohřben je v kostele Nejsvětějšího Srdce v Málaze.

## Úcta
Jeho beatifikační proces započal dne 5. prosince 1989, čímž obdržel titul služebník Boží. Dne 10. října 2016 jej papež František podepsáním dekretu o jeho hrdinských ctnostech prohlásil za ctihodného. Dne 18. prosince 2017 byl uznán zázrak na jeho přímluvu, potřebný pro jeho blahořečení.
Blahořečen pak byl dne 20. října 2018 v katedrále Vtělení v Málaze. Obřadu předsedal jménem papeže Františka kardinál Giovanni Angelo Becciu.
Jeho památka je připomínána 18. července. Je zobrazován v kněžském oděvu.